# Mollitrichosiphum godavariense
Mollitrichosiphum godavariense är en insektsart. Mollitrichosiphum godavariense ingår i släktet Mollitrichosiphum och familjen långrörsbladlöss. Inga underarter finns listade i Catalogue of Life.